# And So I Pray
And so I Pray è il terzo singolo estratto dal secondo album di Jem intitolato Down to Earth. Il singolo promozionale è stato pubblicato in formato vinile 7" e come singolo digitale.

## Tracce
1. And So I Pray (Album Version) 2:42
2. And So I Pray (Starry Sky Acoustic Mix) 2:52